# Domenico Cecchetti
Domenico Cecchetti (* 13. Mai 1941 in Rimini) ist ein ehemaliger san-marinesischer Radrennfahrer.

## Sportliche Laufbahn
Cecchetti war Straßenradsportler und Teilnehmer der Olympischen Sommerspiele 1960 in Rom. Das olympische Straßenrennen beendete er nicht. Im Mannschaftszeitfahren schied San Marino mit Salvatore Palmucci, Sante Ciacci, Domenico Cecchetti und Vito Corbelli aus dem Wettbewerb aus.
1960 siegte er im Eintagesrennen Circuito di Cesa.